# Bariera kulombowska
Bariera kulombowska – energia wyznaczona na podstawie prawa Coulomba, wynikająca ze wzajemnego oddziaływania elektrostatycznego, jaką muszą mieć dwie naładowane cząstki, żeby mogły zbliżyć się na tyle blisko, aby mogła nastąpić reakcja jądrowa (fuzja jądrowa).
| Reakcja jądrowa | Wysokość bariery (MeV) |
| --------------- | ---------------------- |
| 12 C+1 H        | 2,19                   |
| 238 U+1 H       | 14,24                  |
| 14 N+4 He       | 4,99                   |
| 238 U+4 He      | 26,65                  |
| 238 U+12 C      | 75,78                  |
| 238 U+238 U     | 1514,7                 |

Bariera kulombowska

Bariera kulombowska jest dana przez elektrostatyczną energię potencjalną:
{\displaystyle U_{\text{coul}}=k{\frac {q_{1}\,q_{2}}{r}}={\frac {1}{4\pi \epsilon _{0}}}{\frac {q_{1}\,q_{2}}{r}},}
gdzie:
{\displaystyle k} – stała Coulomba = 8,9876×109 N·m2·C−2,
{\displaystyle e_{0}} – przenikalność elektryczna próżni,
{\displaystyle q_{1},} {\displaystyle q_{2}} – ładunki oddziałujących cząstek,
{\displaystyle r} – promień interakcji.
Dodatnia wartość U wynika z siły odpychania, energia cząstek oddziałujących cząstek rośnie, gdy się zbliżają. Ujemna energia potencjalna wskazuje na stan związany (z powodu siły przyciągania).
Bariera kulombowska wzrasta wraz z liczbą atomową (tj. liczbą protonów) zderzających się jąder:
{\displaystyle U_{\text{coul}}={\frac {k\,Z_{1}\,Z_{2}\,e^{2}}{r}},}
gdzie:
{\displaystyle e} – ładunek elementarny = 1,602176634×10−19 C,
{\displaystyle Z_{1},} {\displaystyle Z_{2}} – liczby atomowe.
Aby pokonać tę barierę, jądra muszą zderzać się z dużymi prędkościami, więc ich energie kinetyczne doprowadzają je do siebie na tyle blisko, aby zaszło oddziaływanie silne i związało je ze sobą.
Zgodnie z kinetyczną teorią gazów temperatura gazu jest miarą średniej energii kinetycznej cząstek w tym gazie. Dla klasycznych gazów doskonałych rozkład prędkości cząstek gazu jest podany przez rozkład Maxwella-Boltzmanna. Na podstawie tego rozkładu można określić frakcję cząstek o prędkości wystarczająco dużej, aby pokonały barierę Coulomba.
Temperatura, w której zachodzi fuzja jądrowa, jest znacznie niższa od temperatury wynikającej z bariery kulombowskiej, co zostało wyjaśnione zjawiskiem tunelowym odkrytym przez Georga Gamowa. Uwzględnienie przenikania barier przez tunelowanie i rozkładu prędkości prowadzi do powstania ograniczonego zakresu warunków, w których może zachodzić fuzja jądrowa, znanych jako okno Gamowa.